# Katholieke Kerk in Sao Tomé en Principe

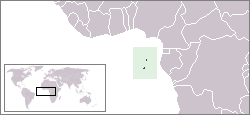
Sao Tomé en Principe

De Katholieke Kerk in Sao Tomé en Principe is een onderdeel van de wereldwijde Rooms-Katholieke Kerk, onder het geestelijk leiderschap van de paus en de curie in Rome.
In 2005 waren ongeveer 118.000 (88%) inwoners van Sao Tomé en Principe lid van de Katholieke Kerk. Het land bestaat uit een enkel bisdom, bisdom Sao Tomé en Principe, dat direct onder de Heilige Stoel valt. Bisschop van Sao Tomé en Principe is sinds 2006 Manuel António Mendes dos Santos. De bisschop is lid van de bisschoppenconferentie van Angola en Sao Tomé. President van de bisschoppenconferentie is Gabriel Mbilingi, bisschop van Lubango (Angola). Verder is men lid van de Inter-Regional Meeting of Bishops of Southern Africa en de Symposium des Conférences Episcoaples d’Afrique et de Madagascar.
Het belangrijkste katholieke kerkgebouw in het land is de kathedraal Sé Catedral de Nossa Senhora da Graça de São Tomé.
Apostolisch nuntius voor Sao Tomé en Principe is sinds 15 juli 2024 aartsbisschop Kryspin Dubiel, die tevens nuntius is voor Angola.

## Indeling
- Bisdom Sao Tomé en Principe

## Apostolische delegatie
- Apostolisch pro-nuntius
  - Aartsbisschop Fortunato Baldelli (4 mei 1985 – 20 april 1991, later kardinaal)
  - Aartsbisschop Félix del Blanco Prieto (31 mei 1991 – 4 mei 1996)
- Apostolisch nuntius
  - Aartsbisschop Aldo Cavalli (2 juli 1996 – 28 juni 2001)
  - Aartsbisschop Giovanni Angelo Becciu (15 november 2001 – 23 juli 2009)
  - Aartsbisschop Novatus Rugambwa (6 februari 2010 – 5 maart 2015)
  - Aartsbisschop Petar Rajič (15 juni 2015 – 15 juni 2019)
  - Aartsbisschop Giovanni Gaspari (21 september 2020 – 2 maart 2024)
  - Aartsbisschop Kryspin Dubiel (15 juli 2024 – heden)